# Gymnadenia bicornis
Gymnadenia bicornis är en orkidéart som beskrevs av Tang och Kai Yung Lang. Gymnadenia bicornis ingår i släktet brudsporrar, och familjen orkidéer. IUCN kategoriserar arten globalt som starkt hotad. Inga underarter finns listade i Catalogue of Life.